# Zur Zeit
Zur Zeit (ZZ) es un semanario austriaco con orientación nacionalista alemana, publicado por el anterior parlamentario de la UE y funcionario FPÖ Andreas Mölzer y el anterior jefe del ORF y actual político del FPÖ Walter Seledec.

## Hechos
El periódico fue fundado en 1997 por Andreas Mölzer y Walter Tributsch, siguiendo el ejemplo alemán de Junge Freiheit (JF), en el que, desde 1992, existió una categoría para Austria. Desde 1995, apareció una propia versión austriaca de Junge Freiheit, con cuatro páginas con temas específicos de la república austriaca tratados por autores austriacos, del resto se encargaron los alemanes. En 1997 apareció la primera edición completamente independiente bajo el nombre Zur Zeit. Desde entonces, aparece semanalmente en 22.000 unidades. El propietario es el Editorial W3, en el que, además de Mölzer y Tributsch, participan entre otros Junge Freiheit, el editor de Múnich Herbert Fleissner y el editor austriaco Peter Weiß.
El periódico se imprime en Bratislava y la redacción se encuentra en el tercer distrito de Viena.
En septiembre de 2007, la Junge Freiheit dejó la cooperación con Zur Zeit. Esto sucedió por protesta, debido a la invitación del NPD a las negociaciones sobre la formación del grupo derechista europeo ITS que fue apoyado por Mölzer.

### Ideología oficial
Extracto de la Blattlinie de acuerdo con la ley austriaca de medios de comunicación:
"...la consecuente lucha en contra de la corrección política, contra el principio de la hipocresía y en contra del terror moral de la izquierda, que desea impedir el pensamiento y la publicación independiente mediante la comparación con el fascismo."

## Crítica
Muchas veces la revista publica textos, a menudo bajo seudónimos, que, según observadores, están en contra del consenso democrático o contra § 3 h, de la Verbotsgesetz (Negación, minimización, aprecimiento o Justificación del genocidio nacionalsocialista u otros crímenes nazis contra la Humanidad). En particular, en el ámbito de la superación de los acontecimientos de la Segunda Guerra Mundial se publican opiniones en el periódico que fomentan controversia en los medios de comunicación.

## Zur Zeit y el FPÖ
En los primeros años después de su fundación, Zur Zeit fue considerado como muy leal al Partido Liberal de Austria (FPÖ). En los últimos años, el periódico comenzó a criticar cada vez más la política práctica del Partido. Especialmente cuando la FPÖ formó una coalición de gobierno junto con el Partido Popular Austríaco (ÖVP) de 2001 a 2005, el Periódico se vio como conciencia intelectual-derechista del partido que criticó sus decisiones.
Hay políticos activos y anteriores del FPÖ como Barbara Rosenkranz y John Gudenus (hasta su muerte en 2016) que fue condenado por NS-Wiederbetätigung que todavía escriben para el periódico. Con la última crisis del partido el periódico, sin embargo, se volvió de forma masiva a favor de la FPÖ. Debido a un artículo crítico sobre la situación del partido, el editor Mölzer fue excluido del FPÖ Carintia en 2005, pero después de la Escisión del partido seguía en el FPÖ. Después de la escisión se el periódico de Mölzer presentó  abiertamente su apoyo al nuevo presidente del FPÖ Heinz-Christian Strache. Strache recibió la oportunidad de formular su postura política detalladamente en varias Publicaciones de Zur Zeit.